# Coniophanes
Coniophanes — рід змій родини полозових (Colubridae). Представники цього роду мешкають в Америці.

## Опис
Загальна довжина змій з роду Coniophanes (враховуючи хвіст) становить 31-46 см. Вони переважно мають коричневе забарвлення з чорними смугами по боках та по центру спини. Нижня частина тіла у них червона або оранжева. Деякі види, зокрема C. alvarezi, мають повністю коричневе забарвлення.
Змії з роду Coniophanes переважно поширені в Мексиці та Центральній Америці, однак деякі види поширені на північ до Техасу та на південь до Перу. Вони ведуть нічний, прихований спосіб життя. більшу частину часу проводять, зарившись у пухкий ґрунт, опале листя в лісовій підстилці або гнилі кактуси. Живляться  жабами, ящірками, дрібними гризунами та невеликими зміями. Відкладають яйця, в кладці до 10 яєць. Інкубаційний період становить близько 40 днів, довжина змій при народженні становить близько 17 см.

## Види
Рід Coniophanes нараховує 17 видів:
- Coniophanes alvarezi Campbell, 1989
- Coniophanes andresensis Bailey, 1937
- Coniophanes bipunctatus (Günther, 1858)
- Coniophanes dromiciformis (W. Peters, 1863)
- Coniophanes fissidens (Günther, 1858)
- Coniophanes imperialis (Baird & Girard, 1859)
- Coniophanes joanae Myers, 1966
- Coniophanes lateritius Cope, 1862
- Coniophanes longinquus Cadle, 1989
- Coniophanes melanocephalus (W. Peters, 1869)
- Coniophanes meridanus Schmidt & Andrews, 1936
- Coniophanes michoacanensis Flores-Villela & E.N. Smith, 2009
- Coniophanes piceivittis Cope, 1870
- Coniophanes quinquevittatus (A.M.C. Duméril, Bibron & A.H.A. Duméril, 1854)
- Coniophanes schmidti Bailey, 1937
- Coniophanes taeniata (W. Peters, 1870)
- Coniophanes taylori Hall, 1951

## Етимологія
Наукова назва роду Siphlophis походить від сполучення слів дав.-гр. κονια — пил і φανης — видимий.